# Саво Бобаљевић
Саво Бобаљевић (итал. Sabino de Bobali; Дубровник, 1530. — Стон, 1585) био је дубровачки песник. Потиче од старе властелинске породице Бобаљевић (Bobali). По оцу Миши звао се и само Мишетић. Био је готово сасвим глув (одатле му надимак Глушац).
Био је један од оснивача првог књижевног дубровачког друштва Академије сложних. Много се интересовао за италијанску литературу, те је био и у вези с неколико италијанских књижевника. Писао је углавном само талијанске пјесме. Тако су он и Михо Моналди једини виђенији дубровачки песници, који су певали већим делом на италијанском језику. Од српско-хрватских пјесама најбоља је Јеђупка врло успела имитација Чубрановићеве Јеђупке. Италијанске песме Б. (Риме аморосе е пасторали, е сатире) издане су 1599. у Млецима и 1783. у Дубровнику. Оне доказују, да је Б. имао пуно дара за поезију и да је у њима дао, као мало који дубровачки песник, много реалног и конкретног из свог живота, али у доста храпавом спољашњем облику.